# 비니차

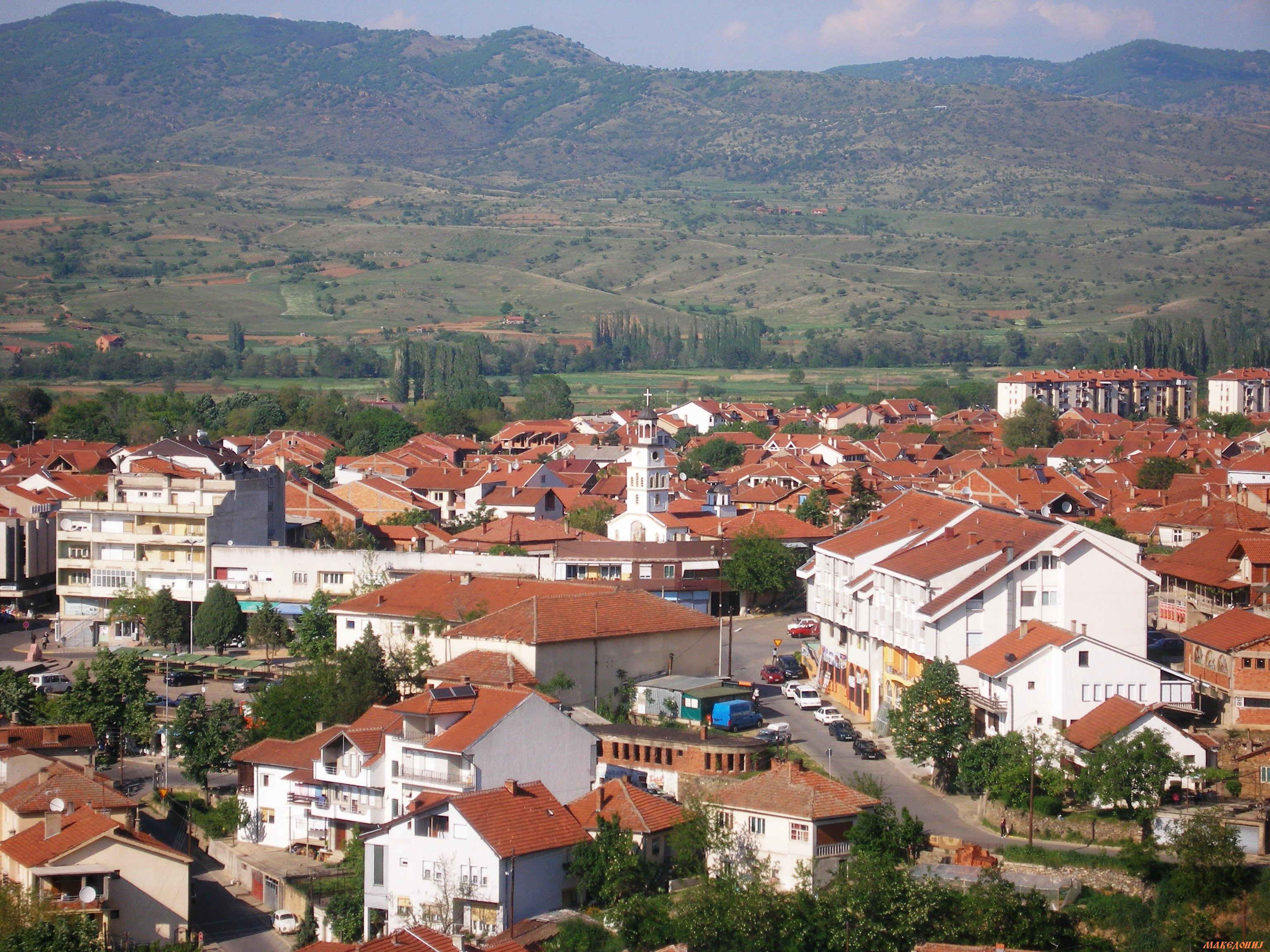
비니차

비니차(마케도니아어: Виница)는 마케도니아 공화국 동부에 위치한 도시로 면적은 432km2, 인구는 19,938명(2002년 기준)이다.

시기
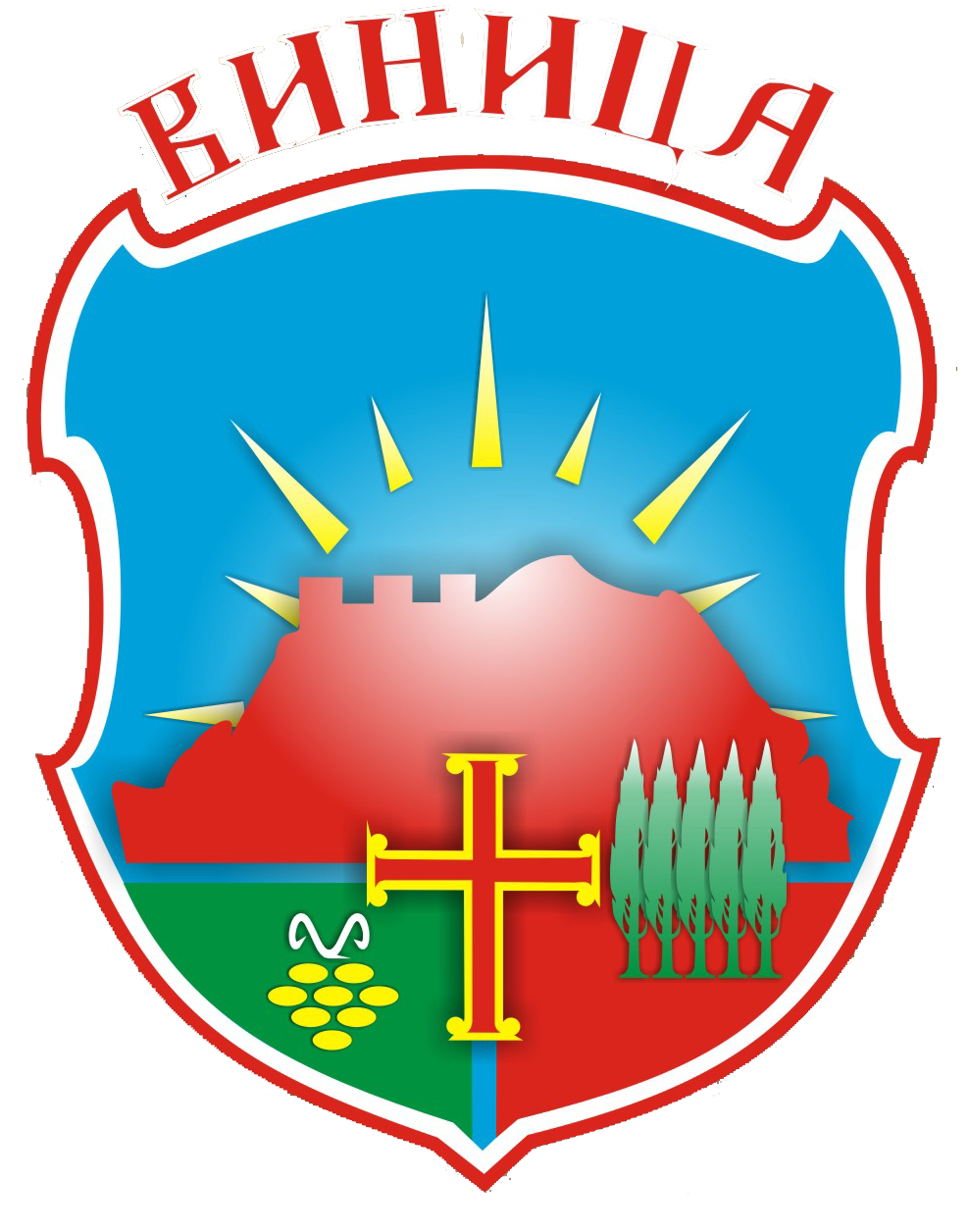
시 문장